# Ґалово (Західнопоморське воєводство)
Ґалово (пол. Gałowo) — село в Польщі, у гміні Щецинек Щецинецького повіту Західнопоморського воєводства.
Населення — 519 осіб (2011).

## Демографія
Демографічна структура станом на 31 березня 2011 року:
|          | Загалом | Допрацездатний вік | Працездатний вік | Постпрацездатний вік |
| -------- | ------- | ------------------ | ---------------- | -------------------- |
| Чоловіки | 269     | 63                 | 188              | 18                   |
| Жінки    | 250     | 60                 | 144              | 46                   |
| Разом    | 519     | 123                | 332              | 64                   |